# Al Naft Sport Club
O Al Naft Sport Club é um clube de futebol com sede em Adamiah, Bagdá, Iraque. A equipe compete no Campeonato Iraquiano de Futebol.

## História
O clube foi fundado em 1979.